# NGC 1304
NGC 1304 (również NGC 1307 lub PGC 12575) – galaktyka eliptyczna (E-S0), znajdująca się w gwiazdozbiorze Erydanu.
Odkrył ją William Herschel 5 października 1785 roku. Prawdopodobnie tę samą galaktykę obserwował Francis Leavenworth w 1886 roku, lecz podana przez niego pozycja była niedokładna i różniła się od tej z obserwacji Herschela, dlatego John Dreyer uznał, że to dwa różne obiekty i skatalogował obserwację Leavenwortha jako NGC 1307.